# Theodora Bosanquet
Theodora Bosanquet (Sandown, 3 de octubre de 1880 - 1 de junio de 1961) fue una escritora, revisora, editora y secretaria británica, amanuense de Henry James. Trabajó como Secretaria Ejecutiva de la Federación Internacional de Mujeres Universitarias, además de colaboradora y posteriormente directora y editora literaria de la revista política y literaria Time and Tide. Su libro de memorias, Henry James at Work (1924) se considera hoy como "un trabajo pionero de la biografía crítica".

## Biografía
Theodora Bosanquet nació el 3 de octubre de 1880 en Sandown, Isla de Wight de Gertrude Mary Fox (1854-1900) y Frederick Charles Tindal Bosanquet (1847-1928), un coadjutor. Su familia la llamaba 'Dora'. Fue educada en Cheltenham Ladies 'College, una de las primeras instituciones educativas para mujeres de Inglaterra, fundada en 1853. Posteriormente obtuvo su licenciatura en la University College London, después de haber estudiado biología, geología y física. En 1907, Bosanquet se inscribió en el Secretariado de Mary Petheridge, aprendiendo habilidades que incluían la mecanografía y la taquigrafía.

## Henry James (1907-1916) y tiempos de guerra

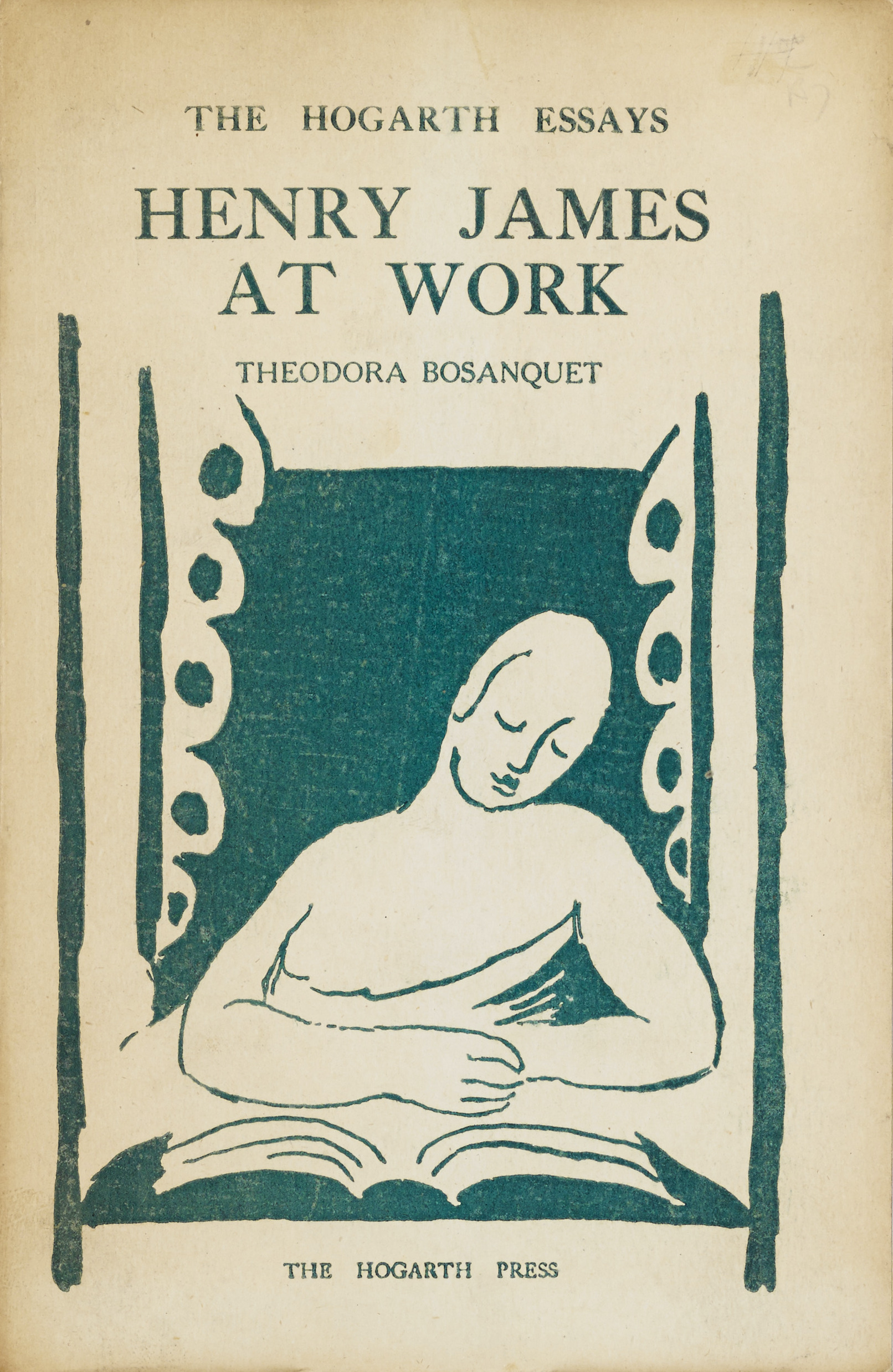
Henry James at work (1924)

En octubre de 1907, poco después de cumplir 27 años, Bosanquet comenzó a trabajar para Henry James. Lo que él buscaba era que alguien transcribiera las ediciones y las adiciones a su sustancial obra, ya que James había emprendido una revisión de sus escritos para la edición de Nueva York de veinticuatro volúmenes. Bosanquet era admiradora del trabajo de James y conocía sus escritos desde su época de preadolescente. Ella se convirtió en una amanuense leal o, como James la llamó una vez, su 'sacerdotisa Remington', permaneciendo con él hasta su muerte en 1916. Una semana después de que ella comenzara en este rol, James le escribió a su hermano William para describirla:
una nueva y excelente amanuense ... una señorita Bosanquet juvenil, que vale por todas las demás (mujeres) que he reunido... ¡No hay comparación!
Mientras la salud de James empeoraba durante los últimos meses de su vida, Bosanquet se mantuvo leal, incluso manteniendo a los amigos del novelista informados sobre su salud. Sin embargo, con la llegada de la esposa y la hija de William James, ella y otros se mantuvieron alejados de James. Bosanquet escribió que los suegros la veían como demasiado "presuntuosa", particularmente al mantener a figuras como Edith Wharton, cuyo adulterio desaprobaban, informadas sobre el bienestar del novelista. Cuando James murió en 1916, Bosanquet rechazó una invitación para convertirse en secretaria de Wharton en París y, en cambio, decidiendo en cambio trabajar durante los dos últimos años de la Primera Guerra Mundial en el Departamento de Inteligencia Comercial de Guerra y el Ministerio de Alimentación. En 1919, recibió una Orden del Imperio Británico (MBE) por su trabajo en tiempos de guerra.
Tras la muerte de James, Bosanquet había escrito varios artículos sobre él para revistas de Inglaterra y Estados Unidos, entre otros para la revista Fortnightly Review y la revista modernista estadounidense The Little Review (1918). Más tarde, a petición de los Woolf, extendió el artículo de Little Review para convertirlo en una memoria, publicada por Hogarth Press en 1924 con el título Henry James at Work, y volvió a publicarla, ligeramente revisada, en 1927. Este libro de memorias se considera hoy como un trabajo pionero de la biografía crítica, y se considera particularmente valioso por el 'punto de vista objetivo y comparativamente imparcial' de Bosanquet como 'una testigo y reportera inteligente y observadora'.

## Los años de posguerra
En 1920, Bosanquet se convirtió en secretaria de la Federación Internacional de Mujeres Universitarias (IFUW), una organización constituida el año anterior "para promover el entendimiento internacional y la amistad entre mujeres universitarias de todo el mundo". Ocupó este cargo durante quince años, hasta 1935. Ese año, se convirtió en editora literaria de la revista Time and Tide, cargo que ocupó durante ocho años, antes de ser nombrada miembro de la junta directiva, en la que permaneció hasta 1958. Bosanquet había sido una colaboradora habitual de la revista desde 1927, contribuyendo con piezas sobre arte, biografía y literatura modernista. Además de su periodismo, escribió y publicó estudios sobre Harriet Martineau y Paul Valéry.
Desde principios de la década de 1930, Bosanquet desarrolló una relación cada vez más estrecha con la fundadora de Time and Tide, Lady Margaret Rhondda, y las dos vivieron juntas desde 1933. Feministas y sufragistas activas, las dos fueron pareja durante 25 años, dividiendo su tiempo entre sus casas en Londres y Kent, hasta la muerte de Lady Rhondda en 1958.

## Muerte y legado
Tras la muerte de su pareja, Lady Rhondda, en 1958, Bosanquet se mudó a una habitación individual en Crosby Hall, Kensington, propiedad de la Federación Británica de Mujeres Universitarias. Murió en 1961. Su obituario en The Times, escrito por CV Wedgwood, destacó la "capacidad organizativa de Bosanquet, sus amplias simpatías humanas y su idealismo sostenido y su fe en la cooperación internacional'', que la habían "servido admirablemente'' para su puesto en la Federación Internacional de Mujeres Universitarias. Wedgwood describe la escritura de Bosanquet como "distinguida por una amplitud de conocimientos, una fina precisión de escritura, un juicio equilibrado y un humor tranquilo". En su testamento, Bosanquet dejó dinero al Fondo de Dotación de Crosby Hall y a la Sociedad para la Investigación Psíquica, de la que había sido miembro durante mucho tiempo. Su funeral tuvo lugar en Chelsea Old Church el 6 de junio de 1961.
En 1973, se creó en su memoria la Beca Theodora Bosanquet para Mujeres Graduadas, que brinda asistencia a mujeres académicas o estudiantes de posgrado que realizan investigaciones en historia o literatura inglesa.

En tiempos recientes, se ha prestado más atención a la invaluable contribución de Bosanquet para transcribir y seleccionar la correspondencia de Henry James en la preparación de Las cartas de Henry James de Leon Edel. También se la ha visto cada vez más no solo como la amanuense de James, sino como su "contrapunto creativo" y su "colaboradora literaria más cercana". Una edición de 2007 de Henry James at Work, editada por Lyall H. Powers:
... rescata a Bosanquet de las sombras de la historia literaria y la muestra como una figura fascinante por derecho propio, una hábil escritora y editora, una feminista temprana y contemporánea de la comunidad literaria de Bloomsbury.
Los revisores de la obra subrayaron la revelación de Bosanquet como una intelección femenina "tan comprometida en la vida de las ideas y la producción cultural como sus homólogos masculinos, explotando todo lo posible de su posición supuestamente secundaria".
También ha habido múltiples representaciones ficticias de su vida y obra junto a James, incluyendo Author, Author (2004), The Typewriter's Tale (2005), Dictation (2008) y The Constant Listener: Henry James y Theodora Bosanquet (2017).